# 胡亮工
胡亮工，别號鴻柱，浙江寧波府慈溪縣軍籍。明朝政治人物。

## 生平
萬曆三十四年（1606年）丙午科浙江鄉試第二名舉人，四十四年（1616年）丙辰科進士，礼部觀政，官揚州府推官，四十六年（1618年）与天啓元年（1621年）两次本省同考鄉試，天啓二年考察去職。

## 家族
曾祖胡松。祖父胡文爵。父胡细。

## 引用
1. ↑  《萬曆四十四年丙辰科進士序齒録》：胡亮工，鴻柱，诗六房，己丑十月十九日生。慈溪县人，会六十九，三甲十七名。礼部政，授揚州府推官，戊午本省同考，辛酉本省同考，壬戌考察。